# Rhodophthitus betsileanus
Rhodophthitus betsileanus är en fjärilsart som beskrevs av Claude Herbulot 1965. Rhodophthitus betsileanus ingår i släktet Rhodophthitus och familjen mätare. Inga underarter finns listade.